# Leptacis sylvicola
Leptacis sylvicola är en stekelart som först beskrevs av Jean Risbec 1950.  Leptacis sylvicola ingår i släktet Leptacis och familjen gallmyggesteklar. Inga underarter finns listade i Catalogue of Life.